# NMR-spektroszkópia

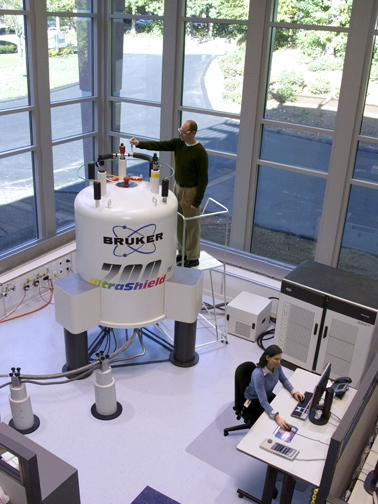
Egy 700 MHz-es NMR-spektrométer

Az NMR-spektroszkópia, vagy más néven mágneses magrezonancia spektroszkópia (az angol Nuclear Magnetic Resonance kifejezésből) napjaink talán legelterjedtebb és leginkább széles körben alkalmazott kémiai szerkezetvizsgálati módszere, mely egyaránt képes molekuláris szintű szerkezeti információt nyújtani szilárd és oldatfázisú mintákról. A spektroszkópiai módszert többek között a gyógyszeripari és az anyagtudományi kutatások, illetve peptidek térszerkezetének meghatározása során széles körben alkalmazzák, de elvben bármely olyan minta mérhető, mely nullától különböző spinű atommagot tartalmaz. A módszer a vizsgálandó molekulát alkotó atommagok kvantummechanikai mágneses tulajdonságának mérésén alapszik. A kapott spektrum lehet 1 dimenziós, de speciális impulzusszekvenciákkal multidimenziós spektrumok is rögzíthetők.

## Az NMR-alapjelenség

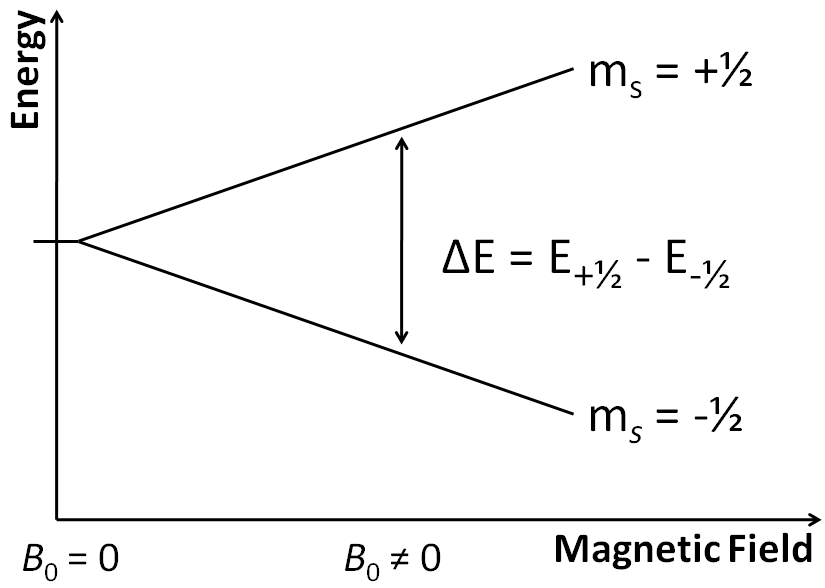
A spin állapotok energia felhasadása a mágneses tér hatására egy I=½ spinű részecske esetén

A kvantummechanika szerint a részecskék belső impulzusmomentummal rendelkeznek, ez a spin. Egyes alapállapotú atommagok is rendelkeznek spinnel. Az erős mágneses térbe helyezett részecskék a spin irányával azonos irányú és nagyságával arányos nagyságú mágneses momentumot hoznak létre. Az így kialakult mágneses momentum azonban kölcsönhat a külső mágneses térrel, melynek következtében 2I+1 különböző energiájú spin beállás jön létre. Ez a Zeeman-effektus. NMR-mágnesek esetén két ilyen állapot között az energiakülönbség tipikusan a rádiófrekvenciás tartományba esik. Így a mintát az adott magra jellemző rádiófrekvenciás impulzussal besugározva az állapotok közt átmenet hozható létre. Mivel ez a frekvencia jól meghatározott érték, csak a külső mágneses tértől és az atommagra jellemző giromágneses faktortól függ, ezért magra specifikus. Ez a frekvencia a Larmor-frekvencia. Az NMR-mágnesek térerejét az 1H Larmor-frekvenciájával szokták jellemezni, ennek megfelelően egy 700 MHz-es NMR-spektrométerbe vízmintát helyezve a vízben található hidrogének spinjei pontosan 700 MHz-es rádióimpulzussal gerjeszthetők.

## Az alapjelenség kvantummechanikai leírása
A Zeeman-kölcsönhatás Hamilton-operátora nem-relativisztikus kvantummechanikai formalizmusban a mágneses momentum vektoroperátor és a külső mágneses tér vektorának skaláris szorzata.
{\displaystyle {\hat {H}}_{Zeeman}=-{\vec {\hat {\mu }}}\cdot {\vec {B_{0}}}}
Mivel a mágneses tér homogén, ezért csak a z-komponense 0-tól különböző, illetve kihasználva, hogy a giromágneses faktor {\displaystyle {\gamma }} adja a mágneses momentum {\displaystyle {\vec {\hat {\mu }}}} és az impulzusmomentum (spin) {\displaystyle {\vec {\hat {I}}}} arányát
{\displaystyle {\hat {H}}_{Zeeman}=-{\gamma }\cdot \hbar \cdot {\hat {I}}_{Z}\cdot B_{0}}
A Hamilton-operátor tehát arányos az impulzusmomentum operátor z komponensével, sajátértékei adják a kvantummechanikai rendszer lehetséges sajátenergiáit. A Schrödinger-egyenlet megoldásai 
{\displaystyle E_{Zeeman}=-{\gamma }\cdot \hbar \cdot m\cdot B_{0}}
Mivel a {\displaystyle \Delta m={\pm }1} átmenetek megengedettek
{\displaystyle \Delta E_{Zeeman}=\hbar \cdot {\omega }_{0}}
Ahol {\displaystyle {\omega }_{0}={\gamma }\cdot B_{0}}  a Larmor-precesszió frekvenciája.

## NMR-rel detektálható kölcsönhatások
Mivel az alapjelenség kapcsán leírt Zeeman-effektus csak magra specifikus, ezért kémiai információt nem hordoz. A molekula- és anyagszerkezeti információt a lényegesen kisebb energiájú, hiperfinom kölcsönhatások szolgáltatják, melyek a spin állapotokat perturbálják. Ennek következtében a Zeeman-kölcsönhatásnak megfelelő energia kis mértékben változni fog. A perturbáció első rendjében a Hamilton-operátor a következő alakú.
{\displaystyle {\hat {H}}={\hat {H}}_{Zeeman}+{\hat {H}}_{CS}+{\hat {H}}_{SC}+{\hat {H}}_{D}+{\hat {H}}_{Q}}
Ahol {\displaystyle {\hat {H}}_{CS}} a kémiai eltolódás (Chemical Shift), {\displaystyle {\hat {H}}_{SC}} a skaláris spin-spin csatolás (Scalar Coupling), {\displaystyle {\hat {H}}_{D}} a téren keresztül ható spin-spin dipoláris csatolás (Dipolar Coupling) és {\displaystyle {\hat {H}}_{Q}} a kvadrupólus kölcsönhatás (Quadrupolar Coupling) Hamilton-operátorai. Ezen kölcsönhatások azonban mind irányfüggőek, ezért leírásuk során tenzorokat kell alkalmazni. Oldatfázisban a gyors molekulamozgások miatt viszont a tenzorok skaláris átlagmennyiségként detektálhatók, melynek következtében azok a kölcsönhatások eltűnnek, melyek nyoma nulla {\displaystyle Trace(A)=0}. Oldatfázisban így a kémiai eltolódás és a skaláris spin-spin csatolás detektálhatók.

### A kémiai eltolódás

#### Klasszikus értelmezés
Mivel a vizsgált atommagok elektronokkal vannak körül véve, ezért az izolált atommagokra vonatkozó Zeeman-energiák rendkívül kis mértékben torzulni fognak az által, hogy a magokat körülvevő elektronok is létrehoznak mágneses teret a magok körül. A Faraday–Lenz-törvény értelmében az erős mágneses térben mozgó elektronok a külső mágneses tér irányával ellenkező irányú mágneses teret hoznak létre. A mágneses indukcióvektor a mag helyén így nem {\displaystyle {\vec {B_{0}}}} , hanem {\displaystyle {\vec {B_{0}}}-{\vec {B_{CS}}}={\vec {B_{eff}}}}.
Ennek következtében a mag úgy viselkedik, mintha egy picit kisebb térerejű mágnesbe rakták volna, így a Larmor-frekvenciája kis mértékben módosul. Ha egy molekulán belül több olyan atommag van, melyek különböző mértékben vannak körülvéve elektronokkal, akkor a spektrumban minden ilyen mag különböző helyen jelenik meg. A spektrum közepétől való távolság pedig jellemzi, hogy mennyire 'elektronhiányos' egymáshoz képest két mag környezete.

#### Kvantummechanikai leírás
A kölcsönhatás Hamilton-operátora
{\displaystyle {\hat {H}}_{CS}={\gamma }\cdot \hbar \cdot {\vec {\hat {I}}}\cdot {\boldsymbol {\sigma }}\cdot {\vec {B_{0}}}}
Ahol {\displaystyle {\boldsymbol {\sigma }}=\left[{\begin{matrix}\sigma _{11}&\sigma _{12}&\sigma _{13}\\\sigma _{21}&\sigma _{22}&\sigma _{23}\\\sigma _{31}&\sigma _{32}&\sigma _{33}\\\end{matrix}}\right]} a kémiai eltolódás tenzora. A tenzor a sajátvektorok koordináta-rendszerében diagonális, így az oldatfázisban detektálható Hamilton-operátor
{\displaystyle {\hat {H}}_{CS}={\gamma }\cdot \hbar \cdot {\vec {\hat {I}}}\cdot {\bar {\sigma }}\cdot {\vec {B_{0}}}}
Ahol {\displaystyle {\bar {\sigma }}=({\sigma }_{11}+{\sigma }_{22}+{\sigma }_{33})/3}
Így {\displaystyle B_{CS}=B_{0}\cdot {\bar {\sigma }}}
Ha csak a kémiai eltolódás perturbálja a Zeeman-energiákat, akkor 
{\displaystyle {\hat {H}}={\gamma }\cdot \hbar \cdot {\vec {\hat {I}}}\cdot (B_{CS}-B_{0})}
Így a detektálható energiakülönbség
{\displaystyle \Delta E=\hbar \cdot ({\omega }_{0}-{\omega }_{CS})}
A spektrumban tehát {\displaystyle {\omega }_{CS}} értékénél ad jelet a spin.